# Ji Do Kwan
Ji Do Kwan es una de las nueve escuelas (Kwan) originales del Taekwondo fue fundada por el "Grand Master" Sang Sup Chun el 3 de marzo de 1946. El "Grand Master" Chong Woo Lee fue un estudiante en la Chosun Yun Moo Kwan Kong Soo Do Bu, aprendió de su fundador el "Grand Master" Sang Sup Chun. Luego, Chong Woo Lee cambio el nombre a Ji Do Kwan. 
Actualmente el Ji Do Kwan al igual que las otras ocho escuelas de Taekwondo originales de Corea están unidas bajo la Federación Mundial de Taekwondo (World Taekwondo Federation) y el Gimnasio Central en Corea (Kukkiwon). Las nueve escuelas originales de Taekwondo son:
- Chung Do Kwan
- Ji Do Kwan
- Han Moo Kwan
- Oh Do Kwan
- Song Moo Kwan
- Kang Duk Kwan
- Jung Do Kwan
- Moo Duk Kwan
- Chang Moo Kwan

Durante esa época el Yun Moo Kwan era una escuela de Judo. Después de la rendición Japonesa la escuela Yun Moo Kwan cambio de lugar y fue abierto como una escuela de Taekwondo Yun Moo Kwan. Muchos cinturones negros practicaron Yun Moo Kwan y crearon sus propias familias a partir de la Yun Moo Kwan.
En 1950 comenzó la guerra de Korea y el gran maestro San Sub Chun fue deportado al norte de Korea. En ese momento el nombre de Yun Moo Kwan fue cambiado a Jido Kwan. El gran maestro Chong Woo Lee fue el primero en sugerir el cambio de Yun Moo Kwan por Jido Kwan y se propuso al gran maestro Kwae Pyun Yoon como el gran maestro de la Jido Kwan.
Todos estos maestros practicaron Judo en la escuela Yun Moo Kwan y muchos estudiaron Shotokan en Japón durante la Segunda Guerra Mundial. El Maestro Chong Woo Lee fue cinturón marrón de Shotokan en la academia naval de Japón. El regresó a Korea y practicó en la escuela del maestro San Sub Chun, cuando era una escuela de Judo, compañero del maestro Kwae Pyun Yoon. Toma la dirección de la Jido Kwan después que el maestro Kwae Pyun Yoon se retira, ocupó diversos cargos en la Asociación Coreana de Takwondo y en la Federación Mundial de Taekwondo (WTF), siendo actualmente Vicepresidente de la WTF.
Significado
Jidokwan, significa "camino de la sabiduría", se ha desarrollado a través de la raíz de Chosun Yun Moo Kwan. Sobre todo tomó un papel principal para el acto Kwan unidad, el nuevo comité ejecutivo condujo el actuar positivamente.
Sello
El Judo y el Shotokan influenciaron mucho a la Jido Kwan, pudiéndose ver en el sello de la Jido Kwan, tiene una figura en forma de hombre de nieve rojo encerrada en un círculo.
La cabeza del hombre de nieve representa lo que hoy día es el emblema del Shotokan sin el tigre del medio. La otra parte encerrada en un círculo representa al sello del Judo. En los años 60 el equipo de la Jido Kwan eran los que más medallas ganaban en los torneos nacionales.
En la actualidad la jidokwan es presidida por el gran maestro Sun Wan Lee, en Seúl, Korea. El emblema de la Jidokwan esta encerrado dentro de una flor con 8 pétalos, cada pétalo tiene un significado.
Significado del Emblema de la asociación Ji Do Kwan A. C
El emblema de la Jidokwan esta encerrado dentro de una flor con 8 pétalos, cada pétalo tiene un significado:
Observar: El practicante de jidokwan debe observar todos los puntos de vista.
Sentirse: El practicante de jidokwan debe sentirse bien consigo mismo y con los demás.
Pensar: El practicante de jidokwan debe pensar antes de actuar
Hablar: antes de hablar pensemos lo que vamos a decir, no podemos hablar sin saber de lo que hablamos, es preferible callar antes de decir cosas que no son ciertas.
Pedir: El practicante de jidokwan debe ser humilde y saber pedir las cosas, a veces es preferible que le den las cosas sin pedirlas.
Contribuir: El practicante de jidokwan debe colaborar, ayudar sin pedir nada a cambio sin que le pidan que colabore. Ayudar a sus compañeros y maestros es parte de la filosofía de la Jido Kwan.
Buscar tener habilidad: El practicante de jidokwan debe mantenerse buscando la mejora física y mental, aumentando sus habilidades.
Dirigir: El practicante de jidokwan debe dirigir y orientar a las personas de menor rango por el camino de la sabiduría y del bien.
Formación en el transcurso del tiempo
De esta manera inició el Jidokwan después de la suspensión de su primera edición. Lee, Chong Woo Kwan llevó a la unidad de actuar sin Yoon, gwae Byung y se convirtió en Gran Maestro de la segunda versión de Jidokwan con el apoyo del comité nacional.
Kim, Chun Sun (cónsul de Jidokwan), Cho Yong Dae (presidente del comité de Australia), Lee, Sang Chul (presidente de USTU), también fueron alumnos de Jidokwan.
Jidokwan, junto con Moo Duk Kwan, que actúa como la principal función del Taekwondo moderno en Korea. Especialmente la formación única e intensa Jidokwan, sería derrotar a tres competidores, creó las bases para el desarrollo del Taekwondo deportivo en Korea.
Grandes Maestros
Fundador: Gran Maestro Sub Sang Chun
1st Gran Maestro Yoon,Gae Byung
2st Gran Maestro Lee, Chong Woo
3st Gran Maestro Pae, Young Ki
4st Gran Maestro Lee, Choung Woo
5st Gran Maestro Lee, Sung Wan (actual presidente)
Principios éticos del practicante de Ji Do Kwan
El que desee ser miembro de la familia Jido Kwan debe cumplir con todo lo anterior y además:
Debe observar las reglas y obedecer el orden del Ji Do Kwan.
Debe lograr la disciplina física y mental en el espíritu de la Ji Do Kwan.
Debe buscar y mantener la tradición y los logros de la Ji Do Kwan.
Debe trabajar en el Taekwondo para él mismo.
Debe trabajar en el Taekwondo en pro de la Ji Do Kwan.
Debe trabajar el Taekwondo para mejorar su país.
Fuentes
https://www.ecured.cu/Ji_Do_Kwan
http://www.taekwondojidokwan.com/
http://www.kilstkdonline.como/ (enlace roto disponible en Internet Archive; véase el historial, la primera versión y la última).
https://web.archive.org/web/20090618041822/http://www.combatwarriormag.com/GMDrIbrahamAhmed.html
Historia de la Jido Kwan